# کارتمل
کارتمل (به انگلیسی: Cartmel) یک روستا در بریتانیا است که در Lower Allithwaite واقع شده‌است.